# ابهرگ
اَبَهرگ از موبدان و مفسرین و شارحین زند و اوستا در دورهٔ ساسانیان بود.